# Hurt: The EP
Hurt: The EP é o primeiro extended play (EP) oficial da cantora e compositora Leona Lewis. Foi lançado a 9 de Dezembro de 2011 pelas editoras discográficas Syco Music e RCA Records. O EP serve para como algo para preencher a lacuna para os seus fãs enquanto ela terminava de gravar o seu terceiro álbum de estúdio Glassheart (2012). O álbum foi suposto ser lançado em Novembro de 2011, mas foi adiado para Março de 2012, e novamente para Novembro de 2012. A razão de Lewis adiar o álbum foi porque após ter conhecido o produtor Fraser T Smith, a cantora queria colaborar em novo material para possível inclusão em Glassheart. Como resultado, Smith também produziu Hurt: The EP. O EP consiste em três versões cover: "Hurt" de Nine Inch Nails, "Iris" pelos Goo Goo Dolls e "Colorblind" de Counting Crows.
Hurt: The EP recebeu opiniões mistas pelos críticos especialistas em música contemporânea. As interpretações de Lewis foram tanto criticadas quanto vangloriadas; alguns críticos descreveram a sua performance vocal como "arrepiante-de-espinha" e uma "beleza constragendora", enquanto outros citaram que ele foi muito esterotipado. O EP atingiu o pico no número sete na Escócia, número oito no Reino Unido e número quinze na Irlanda nas tabelas musicais desses países. A fim de promover Hurt: The EP, Lewis interpretou "Hurt" no episódio final da oitava temporada do The X Factor e no Royal Variety Performance no Reino Unido, e cantou "Run" no episódio final da primeira temporada do The X Factor nos Estados Unidos.

## Alinhamento de faixas
| Versão padrão  |                |                                                                                        |         |  |
| N.º            | Título         | Compositor(es)                                                                         | Duração |  |
| 1.             | "Hurt"         | Trent Reznor                                                                           | 3:40    |  |
| 2.             | "Iris"         | John Rzeznik                                                                           | 4:25    |  |
| 3.             | "Colorblind"   | David Bryson, Adam Duritz, Charlie Gillingham, Mattew Malley, Ben Mize, Daniel Vickery | 3:20    |  |
| Duração total: | Duração total: | Duração total:                                                                         | 11:25   |  |

| Edição norte-americana |                    |                                                                               |         |  |
| N.º                    | Título             | Compositor(es)                                                                | Duração |  |
| 4.                     | "Run" (Single Mix) | Gary Lightbody, Jonathan Quinn, Mark McClelland, Nathan Connolly, Iain Archer | 4:39    |  |
| Duração total:         | Duração total:     | Duração total:                                                                | 16:04   |  |